# Hoekduik

Uitvoering van een hoekduik

De hoekduik, ook wel steekduik genoemd, is een duikmethode gebruikt bij het zwemmen, snorkelen en in de duiksport.

## Techniek
De techniek wordt erg vaak toegepast omdat deze weinig inspanning vereist en makkelijk kan worden aangeleerd door de beginnende duiker. Omdat de duik vanuit het water zelf wordt uitgevoerd is de aanvangssituatie veilig voor de beoefenaar en kan deze vanuit de duikpositie direct beginnen met de geplande onderwaterhandeling.

## Uitvoering
Voor het uitvoeren van de hoekduik zwemt men aan de oppervlakte van het water. Na een teug lucht genomen te hebben wordt het bovenlichaam met een hoek van 90 graden naar beneden gebogen. Vervolgens worden de benen recht omhoog gestoken zodat het gewicht van de benen het lichaam verder naar beneden duwt. Als de voeten, en eventueel de vinnen, onder water zijn kan er verder gedoken worden.

## Toepassingen
De duik is een handig middel om uit te voeren als men tijdens een zwem of duiktocht een voorwerp verloren heeft of onder water iets wil bekijken. Door de rustige inzet kan met precisie de beoogde locatie onder water bereikt worden. De techniek van het duiken richting de bodem bepaalt de duur van het onder water kunnen verblijven. Deze is uiteraard mede afhankelijk van het wel of niet meenemen van een externe zuurstofvoorziening.

## Diplomavereiste
In Nederland is de hoekduik een verplicht onderdeel van behalen van het zwemdiploma C. De duik dient als inzet van het onderdeel "richting bodem gaan" tweemaal getoond te worden tijdens de 125 meter schoolslag. Ook bij volgende zwemvaardigheidsdiploma's komt dit onderdeel terug.